# Notodon savannarum
Notodon savannarum là một loài thực vật có hoa trong họ Đậu. Loài này được Britton mô tả khoa học đầu tiên.